# Corporació Catalana de Mitjans Audiovisuals
Corporació Catalana de Mitjans Audiovisuals (förkortat som CCMA) är det regionala radio- och TV-bolaget i Katalonien, Spanien. Det ägs av regionstyret Generalitat de Catalunya och skapades 2007, genom en reformering av dåvarande Corporació Catalana de Ràdio i Televisió (med rötter tillbaka till 1983). Via dotterbolaget inom radio och TV (CCMA, SA) driver man bland annat TV3 och Catalunya Ràdio, och man producerar (2015) sammanlagt 5–6 TV-kanaler och fyra radiokanaler. Sedan 1985 når vissa kanaler/sändningar även till andra katalanskspråkiga områden.
CCMA:s uppdrag är att producera och sprida audiovisuella produkter, samtidigt som det värnar Kataloniens språkliga och kulturella särart. Detta innebär bland annat att dess TV- och radiosändningar i regel sänds på katalanska; undantag är regionala sändningar på aranesiska och programinslag på spanska.

## Historik och verksamhet

### Bakgrund
Corporació Catalana de Ràdio i Televisió (CCRTV, 'Katalanska Radio- och TV-bolaget') grundades i maj 1983 genom lag 10/1983 i Kataloniens parlament, som en av prioriteringarna i Jordi Pujols regionstyre. Enligt Jordi Pujol själv var "en allmän radio och TV var, i vårt landsbygge, något som skulle hjälpa till att försvara språket och skapa en katalansk medvetenhet […] Radion och televisionen var därför av hög prioritet som vi lyfte fram under vår – både i parlamentet och som president – första tid vid makten." Utöver denna katalanskspråkiga inriktning sänder man även på aranesiska lokalt över Vall d'Aran.
Sedan 1989 är CCMA medlem av FORTA (Federació d'Organismes de Ràdio i Televisió Autonòmics), samarbetsorganisationen av radio- och TV-bolagen i de olika spanska autonoma regionerna. Den föregicks av organisationen ORTA, bildad 1986 av etermediebolagen i Katalonien, Baskien och Galicien. Indirekt är man även medlem i EBU, genom radiokanalen Catalunya Música – samarbetspartner inom EBU:s utbytesorganisation Euroradio.
År 2007 bytte CCRTV till sitt nuvarande namn – Corporació Catalana de Mitjans Audiovisuals (CCMA).

### Utvecklingen 1983–2000
CCMA driver flera radio- och TV-kanaler, och huvudkanalerna i respektive medium är Catalunya Ràdio och TV3. Båda föddes under 1983, den förra den 20 juni det året. 10 september 1983 gick de första TV3-sändningarna ut över etern. I oktober samma år inleddes regelbundna sändningar hos Catalunya Ràdio, medan motsvarande hos TV3 startades 16 januari året därpå.
1985 nådde TV3:s sändningar även till de (delvis) katalanskspråkiga områdena Andorra, Roussillon och Valencia-regionen.
1989 etablerades regionala enheter i Tarragona, Girona och Lleida, med ansvar för nyhetsinsamling och -spridning i olika katalanska regioner. Året efter etablerades en nyhetstjänst även i Vall d'Aran. 1989 nådde Catalunya Ràdio även för första gången positionen som mest lyssnade radiostation i Katalonien. Samma år grundades också 33, bolagets andra TV-kanal, sin verksamhet efter testsändningar året innan. Denna delades 2001 upp i de separata TV-kanalerna K3 och 33.
1992 samproducerade CCRTV och nationella spanska TV-bolaget TVE sändningar från Barcelona-OS, via kanalplats 33.
1996 skapade CCRTV stiftelsen La Marató de TV3. Dess syfte är att främja och sprida kunskap om biomedicinska genombrott, bland annat via TV-programmet med samma namn (sänt första gången 1992). Samma år startade både Catalunya Ràdio och TVC verksamhet på Internet, den förra via adressen Catradio.cat.
1997 (efter testsändningar 1995) inleddes satellitsändningar. Via TVC Sat riktade man sig mot övriga Spanien, via TVC Internacional mot övriga Europa (via ASTRA-satelliten). Den senare kanalen förenklade senare namnet till TVCi och bytte 2009 namn till TV3CAT. Av ekonomiska orsaker avslutades sändningarna 2012 sändningarna via satellit, men de sägs fortsätta via Internet samt kabel/ADSL i Spanien.

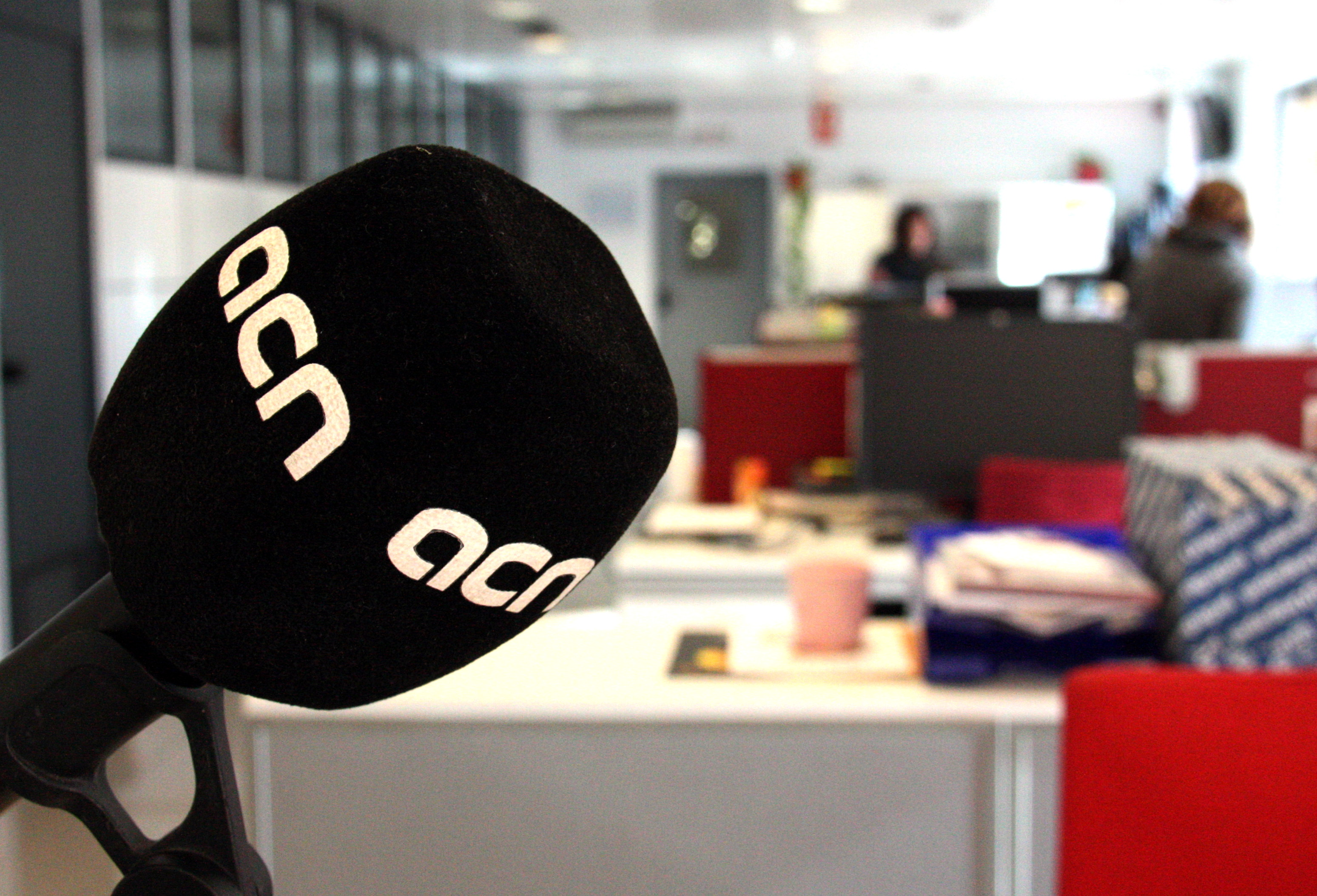
Agència Catalana de Notícies är en delägd nyhetsbyrå.

### Utvecklingen efter år 2000

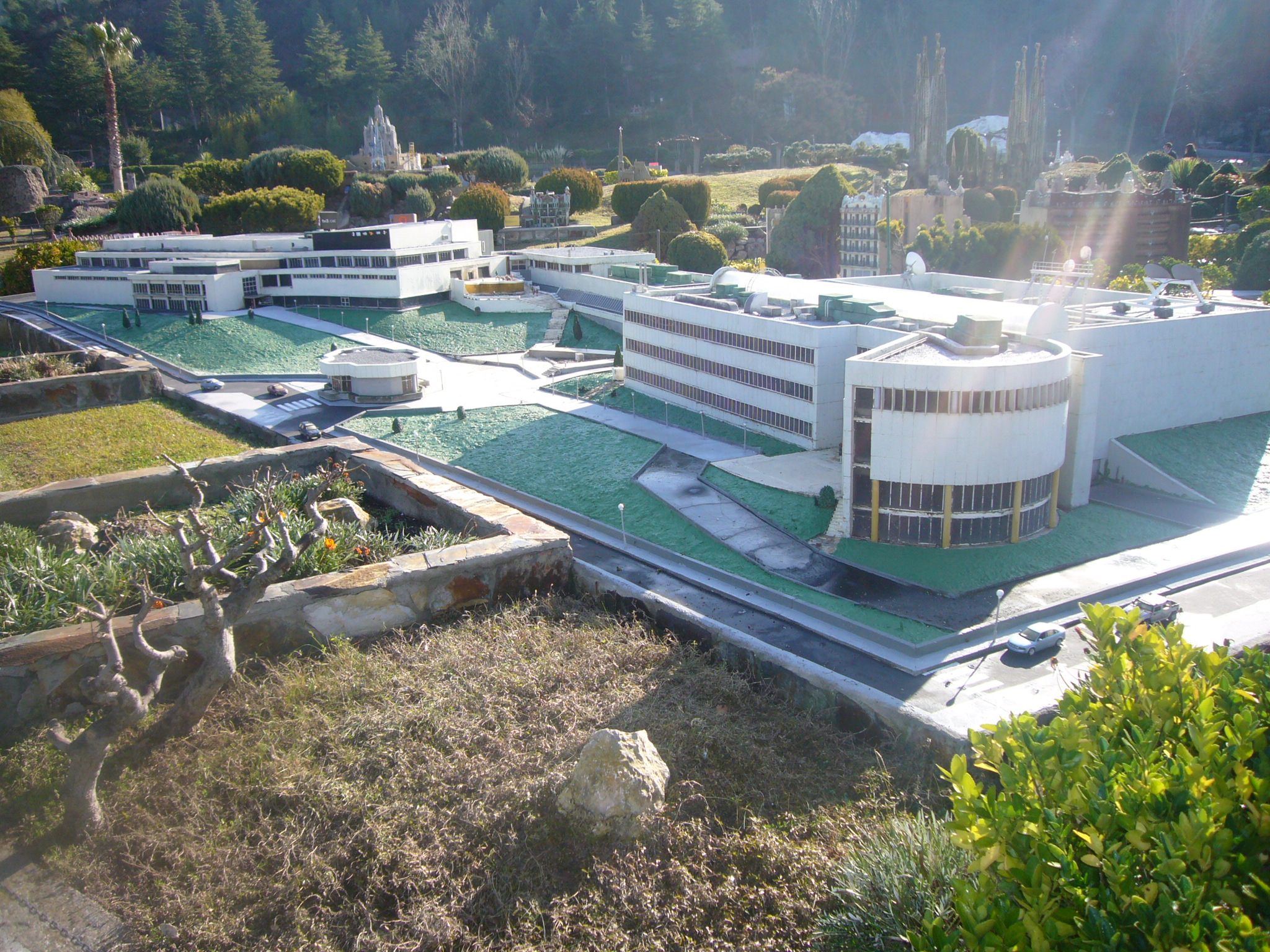
CCMA har sitt huvudkontor i Sant Joan Despí väster om själva Barcelona, här på bild i modellstaden Catalunya en Miniatura.

Man är även ansvarig för en nyhetstjänst via webben (i text, bild, ljud och video), inledd 2002 som de separata Telenoticies.cat och Catalunyainformatio.cat. 2007 slogs de olika nyhetsportalerna samman till www.3cat24.cat, vilket senare förenklades till www.324.cat och sedan 2014 är integrerat i organisationens huvudsajt på www.ccma.cat. Nyheter sprids även via den delägda nyhetsbyrån Agència Catalana de Notícies (ACN). 2003 startades även en särskild webbportal för nyheter om idrott på adressen Elsesports.cat. Både TV och radio sänds via officiella kanaler på Youtube.
2003 inledde 3/24 sin verksamhet. Denna är en dygnetruntsändande TV-kanal inriktad på nyheter.
2005 startade kanalen 300 sin verksamhet som en betalkanal inriktad på film och TV-serier.
2007 startade HD-kanalen TV3HD en försöksverksamhet som permanentades två år senare. Åren runt 2010 både startades och lades ner ett antal kanaler. Bland nykomlingarna fanns även sportkanalen Esport3 (2011).
2013 beslutade Generalitat de Catalunya att slå CCMA ihop sina radio- och TV-verksamheter i ett gemensamt bolag – Corporació Catalana de Mitjans Audiovisuals, SA. Detta var del av de nedskärningsåtgärder som den dåliga spanska ekonomin framtvingat. Integrationen av CCMA:s olika verksamheter hade inletts redan två år med integrationen av sidobolag relaterade till förläggande och multimediaverksamheter.
I september 2014 slog de olika delarna av CCMA också ihop sin korrespondent-verksamhet. Det ökade samarbetet mellan TV3 och Catalunya Ràdio gav samtidigt möjlighet till att placera ut korrespondenter på tre nya platser – Berlin, Buenos Aires och Moskva.
Två månader senare lanserades den nya gemensamma webbportalen www.ccma.cat, med både nyhetsmaterial samt strömmat radio- och TV-material. Ofta finns större delen senaste veckans radio- och TV-sändningar tillgängliga, och för vissa program även äldre material. Under sitt första verksamhetsår har www.ccma.cat haft cirka 2,6 unika månatliga besökare, vilket gjorde webbplatsen till den mest besökta audio- och videosajten i Katalonien. Under perioden gjordes månatligen cirka 6,3 miljoner videovisningar och 700 000 poddradiospelningar.

### Samarbeten och övrig verksamhet
2005 skrev de katalanska och baleariska respektive TV-bolagen avtal om ett förbättrat kanalutbyte. Det innebar av baleariska IB3 skulle kunna distribueras även i Katalonien, samtidigt som TV3 och 33 kunde fortsätta sin distribution på Balearerna med förbättrad sändningskvalitet. Målet med samarbetet över regiongränserna var att kunna skapa ett större katalanskspråkigt nätverk.
Samarbetet mellan TV-bolagen bekräftades genom ett avtal i januari 2009. 1 november 2012 avbröt IB3 dock sin vidaresändning av programmen till Katalonien, med hänvisning till ekonomiska orsaker. Vintern/våren 2015/2016 återupptogs dock sändningssamarbetet igen, nu med flera kanaler sända från Katalonien till Balearna.
Ett motsvarande samarbete fanns även från 1984 mellan CCMA och RTVV (Valenciaregionens TV-bolag). Under det Partido Popular-ledda regionstyret inleddes från 2007 åtgärder för att avsluta korssändningen av program mellan regionerna, och sedan februari 2011 kan inte CCMA:s sändningar tas emot i Valenciaregionen. Efter regionvalet 2015 uttalade dock det nya styret i regionen att man ville återstarta RTVV och dessutom åter ge möjlighet till lokala utsändningar från andra spanska regioner.
I oktober 2008 bildades Servei d'Atenció a l'Audiència, en katalansk ombudsmannafunktion inom etermedierna och delvis en motsvarighet till svenska Myndigheten för radio och tv.
Som det ledande etermediebolaget på katalanska har CCMA stor betydelse för hur språket används och utvecklas. På webben driver man bland annat tjänsten És a dir ('Det vill säga'), med samma språknormerande funktion för katalanska etermedier som svenska TT-språket. Tjänsten började utvecklas 2003, i samband med TV3:s och Catalunya Ràdios 20-årsjubileum, och finns sedan 9 februari 2006 fritt tillgänglig över Internet.

### Finansiering, expansion och maktförskjutning
De olika (TV-)kanalernas finansiering sker till drygt hälften (år 2009 cirka 70 procent) genom regionala skattemedel. Resten bekostas av reklam, programsponsring samt försäljning av kringprodukter och sändningsrättigheter.
Från starten 1983 och fram till 2010-talet har CCMA (och föregångaren CCRTV) expanderat både mätt i antal kanaler och i omsättning. 1983, då utbudet bestod av en TV- och en radiokanal, fick CCRTV motsvarande 12 miljoner euro i offentliga bidrag. Redan 1989 hade den summan ökat till 110 miljoner euro, och nio år senare stod bidrag till CCRTV (som under tiden ökat antalet radio- och TV-kanaler) för 208 miljoner euro av regionens offentliga budget. Under 00-talet ökade detta stöd till cirka 357 miljoner euro (2010). Bolagets betydelse för regionstyrets kulturpolitik kan ses mot bakgrund av att CCMA  i slutet av 00-talet tog hand om drygt hälften av regionens hela offentliga kulturbudget. Programbolagets expansion med flera nya kanaler – ett tag drev CCMA sju olika TV-kanaler – skedde under 00-talet parallellt med Spaniens digitalisering av TV-mediet; och Kataloniens expansiva mediepolitik under perioden tvingade fram en ytterligare maktförskjutning över Kataloniens massmedier, från Madrid till regionen.
CCMA:s kanaler definierar sig i första hand som katalanska, i andra hand som europeiska. Den spanska identiteten framträder mer sällan. I praktiken accepteras dock det spanska språket (som alla i Katalonien förstår), i samband med intervjuer och reportage. I satirprogram som Polònia (oftast med katalansk-spansk politik som tema) eller Crackòvia (satir runt Real-Barça-rivaliteten) talar katalaner katalanska och övriga spanjorer oftast spanska. Väderprognoserna på bolagets TV-kanaler ägnar sig i första hand åt vädret i Katalonien, i andra hand åt vädret i Katalanska länderna och i tredje hand åt vädret i Europa (med en karta som når upp till mellersta Norrland och i öster till Ukraina); någon särskild väderlekskarta för Spanien presenteras inte (juli 2015). Detta skiljer sig något från Kataloniens officiella väderinstituts (Servei Meteorològic de Catalunya) presentation av väderprognoser; där växlas mellan kartor över Katalonien, västra Medelhavsområdet runt Katalonien och Västeuropa runt Iberiska halvön.

### Förhållandet till Spanien
Sedan Spaniens regering hösten 2017 dragit in Kataloniens autonomi, höjdes röster för att även låta centralstyra CCMA:s kanaler. Stödpartiet PSOE förhindrade dock detta, i samband med beslut i Cortes Generales om indragandet av regionens autonomi.
Senare under hösten har Spanien återupprepat ett allmänt krav på momsinbetalningar på CCMA, vilket försvårat eller stoppat ett antal kommande programsatningar på bland annat TV3. Kravet är del av en flerårig kontrovers mellan spanska staten och de olika region-TV-bolagen, där räkningen totalt ligger på minst 500 miljoner euro. I Katalonien har detta krav, som för CCMA:s del ligger på 167 miljoner euro, setts som ett alternativt sätt att strypa CCMA:s frihet och relevans som massmedium.

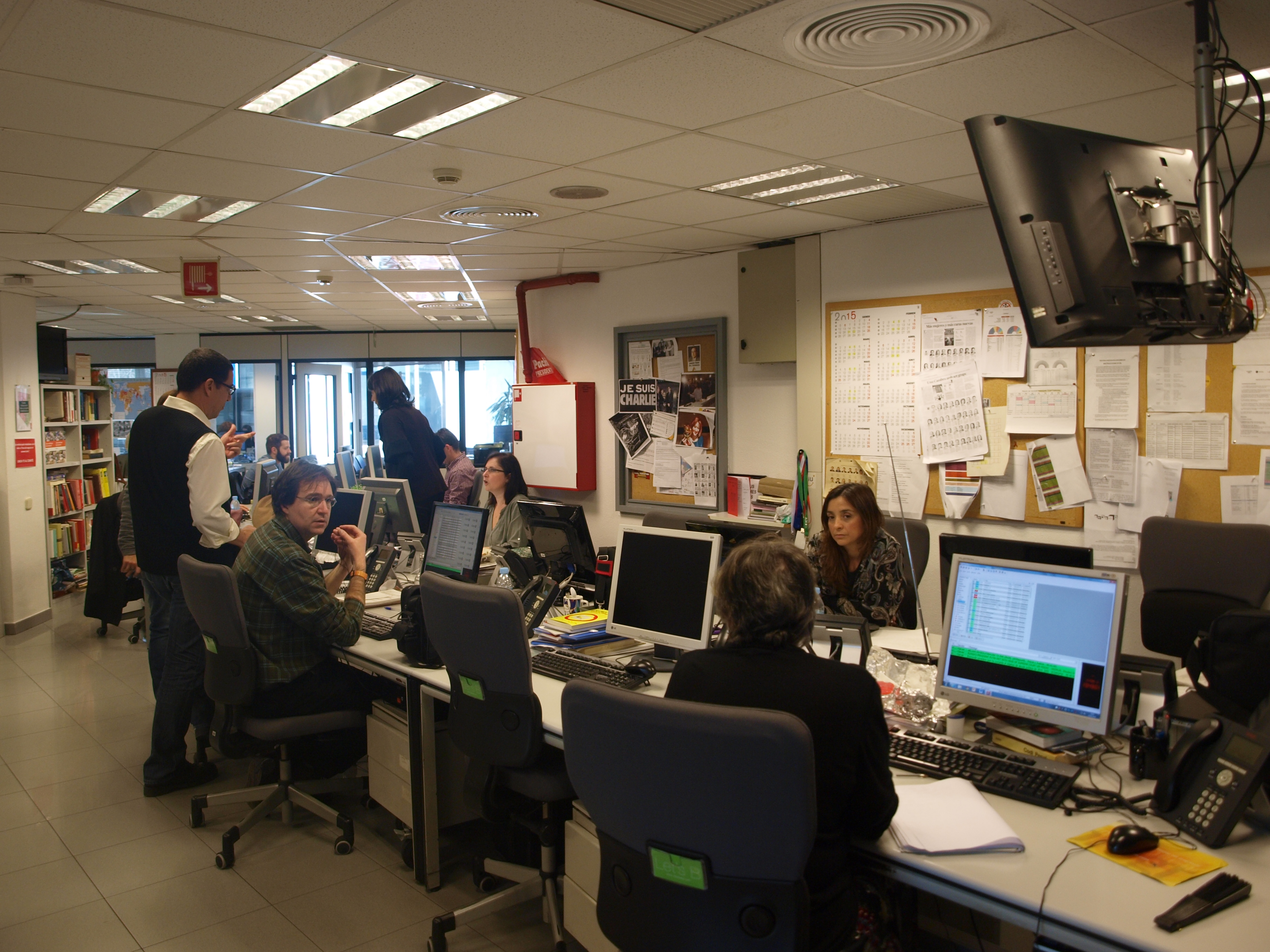
Bild från redaktionen på Catalunya Ràdio, våren 2015.

## Radio- och TV-kanaler
- Kanal placerad med indrag är direkt avknoppning
- Kanal efter  är en direkt efterföljare
- Kanal i grått är nedlagd/såld

### Radio[6]
CCMA sänder radio via ett antal olika kanaler, fram till 2014 via ett eget radiobolag. 2015 drivs kanalerna Catalunya Ràdio (huvudkanal), Catalunya Informació (nyheter), Catalunya Música (klassisk musik), iCat.cat (sedan 2012 som fem olika Internetkanaler).
Kanalhistorik (ej fullständig)
- Catalunya Ràdio (1983–)
- RAC 105 (1984–1998[6][d]
- Catalunya Música (1987–)
- Catalunya Informació (1992–)
- iCat.cat (2006–, FM/Internet; 2012–, Internet)

| TV3 och 33, första- respektive andrakanal hos CCMA. |  | TV3 och 33, första- respektive andrakanal hos CCMA. |
| TV3 och 33, första- respektive andrakanal hos CCMA. |  |                                                     |

| Satellitkanalen TV3CAT och nyhetsportalen på 3cat23.cat (numera 324.cat). |  | Satellitkanalen TV3CAT och nyhetsportalen på 3cat23.cat (numera 324.cat). |
| Satellitkanalen TV3CAT och nyhetsportalen på 3cat23.cat (numera 324.cat). |  |                                                                           |

| Dygnetruntsändande nyhetskanalen 3/24 och TV3 HD. |  | Dygnetruntsändande nyhetskanalen 3/24 och TV3 HD. |
| Dygnetruntsändande nyhetskanalen 3/24 och TV3 HD. |  |                                                   |

### Television[6]
CCMA:s kanalutbud i TV har varierat en hel del genom åren. Utvecklingen sedan millennieskiftet har i viss mån styrts av de antal programfrekvenser som CCMA:s kanaler fått sig tilldelade. Sålunda startade vissa kanaler runt 2003, samtidigt som andra lades ner eller fick dela på samma frekvens. HD-kanalen TV3 HD startade sin verksamhet 2007 och permanentades 2009. 2012 togs både3XL och TVCi från etern, till stor del påverkat av de ekonomiska krisen.
2015 finns följande TV-kanaler från CCMA att tillgå på fem kanalfrekvenser i Katalonien: TV3 (huvudkanal), 33 (kultur- och temakanal) / Súper33 (barnprogram), 3/24 (nyheter), Esport3 (sport) och TV3HD (HD-TV). Dessutom finns TV3CAT, en repriskanal för internationellt bruk som sedan 2012 sänds med begränsad räckvidd.
Kanalhistorik
- TV3 (1983–)
  - TV3HD (2007–08, 2009–)
- 33 (1989–2001)

 33 / K3 (2001–09)
 33 / Súper3 (2012/2013–)
- TVCi (1995–2009, etablerad som TVC Internacional)
  - TVCSAT (1998–2003)
  -  TV3CAT (2009–[f])
- 3/24 (2003–)
- Canal Pilot (2003–05)
  -  300 (2005–10)
  -  3XL (2010–12)
- Esport3 (2011–)

Av de olika kanalerna har TV3 störst tittarandel. Ofta är TV3 den mest betittade TV-kanalen i Katalonien, i hård konkurrens med de spanskspråkiga Telecinco och Antena 3. Februari 2016 nådde man 13,2 procents andel av regionens TV-tittare, med de värsta konkurrenterna på 10–11 procent.
Även CCMA:s tematiska kanaler är ofta lika stora eller större än motsvarande spanskspråkiga kanaler. 3/24, Super3 och Esport3 låg samma månad på en tittarandel på mellan 1,2 och 1,4 procent. I områden utanför själva Katalonien har dock CCMA:s kanaler en mycket ojämn och begränsad distribution, med motsvarande låga tittarandel.

## Språk
CCMA har mandat från regionstyret att tillvarata regionens kulturella och språkliga särart. Det innebär bland annat att kanalutbudet med få undantag är med tal (alternativt textning) på katalanska. Enstaka intervjuer och inslag i programmen kan dock vara gjorda på (otextad) spanska. Vid sidan av CCMA:s kanaler är privatägda 8tv den enda större TV-kanalen i regionen som sänder program på katalanska.
Regionens tredje officiella språk – aranesiska – har en mindre framträdande roll i programutbudet på TV (utöver sändningar lokalt över Vall d'Aran). I första hand handlar det om nyhetssändningar (en daglig 15-minuterssändning i nyhetskanalen 3/24 och veckovisa, halvtimmeslånga lokalsändningar via TV3). Programmen sänds även via Internet.
I CCMA:s Catalunya Ràdio sänds ett dagligt nyhetsprogram på en halvtimme på aranesiska. Dessutom finns en daglig, timslång sändning i nyhetsradiokanalen Catalunya Informació. 

## Chefsposition
Den ledande chefsposten under tiden som CCRTV var generaldirektör (director general). I samband med organisationsändringen 2007 – och namnbytet till CCMA – förändrades balansen mellan ledningsfunktionerna något, och delar av makten överfördes till ordföranden i det nya CCMA:s styrelse.
23 januari 2008 valdes Albert Sàez i Casas till den första ordföranden för CCMA:s styrelse. Rollen som generaldirektör avskaffades den 22 februari 2012 (genom lag 2/2012). Dess funktion överfördes därefter till styrelseordföranden, som härmed även fick en större roll för den praktiska ledningen av organisationen.
Numera väljer Kataloniens parlament, med två tredjedels majoritet, de tolv ledamöterna i CCMA:s styrelse. Regionens regering/ministerråd är högsta beslutande organ över CCMA.

### Generaldirektör
Nedan listas generaldirektörerna i CCRTV (1983–2007) samt CCMA (2007–12):
- 1983–84 – Pere Cuxart i Bartolí
- 1984 – Josep Caminal i Badia
- 1984–95 – Joan Granados i Duran
- 1995–99 – Jordi Vilajoana i Rovira
- 1999 – Lluís Oliva Vázquez de Novoa
- 2000–02 – Miquel Puig i Raposo
- 2002–04 – Vicenç Villatoro
- 2004–08 – Joan Majó i Cruzate
- 2008–10 – Rosa Cullel i Muniesa
- 2010–12 – Ramon Mateu i Llevadot

### Styrelseordförande
Nedan listas styrelseordförande i CCMA, sedan den posten inrättats 2008:
- 2008–10 – Albert Sàez i Casas
- 2010 – Roger Loppacher i Crehuet (t.f.)
- 2010–12 – Enric Marín i Otto
- 2012– – Brauli Duart i Llinares

## Bolagsstruktur
CCMA har under sig flera dotterbolag. Dessutom äger man större eller mindre delar av andra bolag.

### Dotterbolag
Den offentligägda institutionen CCMA har ett dotterbolag – CCMA, SA – som sköter själva programverksamheten. Detta bolag bildes 2013 genom en sammanslagning av de tidigare Catalunya Ràdio Servei de Radiodifusió de la Generalitat de Catalunya, SA (i vardagligt tal Catalunya Ràdio) och Televisió de Catalunya, SA). Det mindre dotterbolaget TVC Multimèdia, SL drivs (anno 2014) dock fortfarande vidare. Detta bolag bildades 1997, samtidigt med bildandet av informationskanalerna Méteo och Teletiempo.

### Delägda bolag
- Agència Catalana de Notícies (nyhetsbyrå; CCMA är största ägare)
- Audiovisual Sport (20-procentig andel;[37] tillsammans med Sogecable)
- Vang 3 Publicacions (tillsammans med dagstidningen La Vanguardia)